# 毛果猪笼草
[[Category:物种微格式条目|Nepenthes ×
 trichocarpa]]
毛果猪笼草（学名：Nepenthes×trichocarpa）是苹果猪笼草与小猪笼草的自然杂交种，曾被视为独立物种。其种加词“trichocarpa”来源于希腊文“trikho-”和“-carpus”，意为“带毛的果实”。

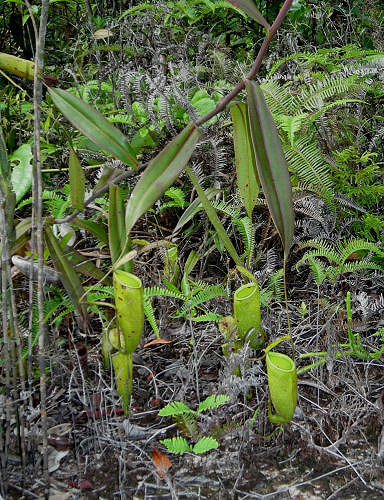
婆罗洲的毛果猪笼草

在B·H·丹瑟1928发表的《荷属东印度群岛的猪笼草科植物》中提到了这一植物。他描述说，该植物具有圆柱形的攀援茎，下位笼为卵形。它的上位笼和下位笼可高达8厘米，宽为高的三分之一，可宽至4厘米。腹面具一对笼翼。
捕虫笼为绿色，上面有红色或黄色的斑点或条纹。可以在森林的地面上形成类似苹果猪笼草的地面笼，上位笼会攀附于灌木或乔木。
毛果猪笼草分布于西马来西亚、婆罗洲、新加坡以及印度尼西亚苏门答腊岛的低海拔地区，通常与其亲本苹果猪笼草与小猪笼草同域分布。其亦分布于泰国南部及大納土納島附近地区。

## 种下类群
- Nepenthes trichocarpa var. erythrosticta Miq. (1861)

## 扩展阅读
- 食虫植物照片搜寻引擎中毛果猪笼草的照片 （页面存档备份，存于）

 维基共享资源上的相關多媒體資源：毛果猪笼草
 維基物種上的相關：毛果猪笼草